# 布朗縣 (俄亥俄州)
布朗縣（英語：Brown County）是美国俄亥俄州西南部的一個縣，南隔俄亥俄河與肯塔基州相望，面積1,283平方公里。根據2020年美國人口普查，共有人口43,676人。縣治喬治城（Georgetown）。該縣成立於1818年，以紀念1812年戰爭時期將領雅各·詹寧斯·布朗。